# Кубок туніської ліги з футболу
Кубок туніської ліги з футболу (фр. Coupe de la Ligue tunisienne de football, араб. كأس تونس) — футбольний турнір Тунісу, що проходив 1999 по 2007 рік. До 2006 року проходив у системі плей-оф для клубів, що виступають у двох вищих дивізіонах, у 2007 — лише Ліги 1. Переможець турніру утримував путівку на Арабський кубок володарів кубків.

## Фінали
| Stagione | Переможець         | Risultato      | Фіналіст              |
| -------- | ------------------ | -------------- | --------------------- |
| 1999/00  | «Стад Тунізьєн»    | 1-0            | «Сфаксьєн»            |
| 2000/01  | «Джерба»           | 1-0            | Selection 2001        |
| 2001/02  | «Стад Тунізьєн»    | 3-2            | «Етуаль» (Бені-Халід) |
| 2002/03  | «Сфаксьєн»         | 2-0            | «Олімпік де Беджа»    |
| 2003/04  | «Бізертен»         | 0-0 (7-6 пен.) | «Олімпік де Беджа»    |
| 2004/05  | «Етуаль дю Сахель» | 3-1            | «Бізертен»            |
| 2005/06  | не проводився      | не проводився  | не проводився         |
| 2006/07  | «Ла Марса»         | 3-0            | «Хаммам-Ліф»          |

## Переможці
| Клуб               | Перемог |
| ------------------ | ------- |
| «Стад Тунізьєн»    | 2       |
| «Ла Марса»         | 1       |
| «Бізертен»         | 1       |
| «Джерба»           | 1       |
| «Етуаль дю Сахель» | 1       |
| «Сфаксьєн»         | 1       |